# Frá Fornjóti ok hans ættmönnum
Frá Fornjóti ok hans ættmönnum (nórdico antiguo: "Sobre Fornjót y sus parientes") es un fornaldarsögur en nórdico antiguo compuesta por una colección de tres sagas nórdicas sobre la fundación de Noruega:
- Hversu Noregr byggðist ("Como Noruega fue habitada")[1]
- Fundinn Noregr ("Fundación de Noruega")
- Af Upplendinga konungum ("Sobre los reyes de Oppland")[2]